# 후쿠에번
후쿠에번 (福江藩(ふくえはん))은 에도 시대의 히젠국에서 고토열도 전역을 다스린 번이다. 고토번이라고도 불렸다. 번의 성립부터 판적봉환까지 도자마 다이묘인 고토가가 번주를 맡았다. 고쿠다카는 1만 5천여석 (일시, 토미에령에게 3천석을 분할하였어서 1만 2천여석이 되었었음)이며, 번청은 이시다성 (처음에는 에가와성, 현재 나가사키현 고토시)이다.

## 번의 역사
분지 3년(1187년), 타이라노 이에모리 (타이라노 타다모리의 차남, 타이라노 키요모리의 이복동생)가 우쿠시마에 상륙해, 우쿠(宇久)성씨를 자칭했다. 칸노 2년 (1351년), 우쿠 사토시가 우쿠에서 후쿠에지마 시큐수로 옮겨, 텐쇼 15년 (1587년), 우쿠 스미하루가 고토(五島) 성씨로 고쳤다. 번의 성립은 에도 시대 초기인 게이쵸 8년 (1603년), 초대 번주 고토 하루마사 (고토 스미하루의 유자)가 도쿠가와 이에야스를 알현하고, 1만 5천여석의 영지를 인정하는 주인장을 하사받은 것에서 비롯된다.
2대 번주 모리토시는 하루마사의 양자로써 게이쵸 17년 (1612년)에 그 뒤를 이었다. 겐나 5년 (1619년), 하루마사의 친아들인 고토 가쿠에몬의 양자였던 오오하마 스미미즈(大浜主水)가 후계자 권리 주장과 모리토시의 실정을 막부에 직소하였다. 그러나, 막부는 모리토시의 정당성을 인정하고, 스미미즈의 호소를 기각했다. 모리토시는 스미미즈와 그 일파를 처형하였다. 이른바 "오오하마 스미미즈 사건"이다. 이 사건을 계기로 번주의 지배권 강화에 착수하여, 번정의 초석을 다졌다. 병농분리의 철저화와 각 지행지에 거주하고 있던 가신단에 대해 "후쿠에 나오리(福江直り(ふくえなおり)"라고 불리는 후쿠에 성하로의 이주를 강제했다. 후쿠에 나오리는 칸에이 11년 (1634년)에 완료되었다. 칸에이 12년 (1635년)에는 영내의 검지를 실시해, 애매했던 가신단의 지행고, 서열을 결정했다. 또한, 게이쵸 19년 (1614년)에 소실된 에가와성을 대신하여, 칸에이 14년 (1637년), 이시다진야를 건설하여 번청을 정비했다. 죠오 원년 (1652년), 어장으로 최전성기를 맞이해 거주자가 늘고 있던 단죠 군도에 "죠시마 봉행(女島奉行)"을 새롭게 설치했다.
4대 번주 모리카츠는 어린나이에 번주가 되었고, 칸분 원년 (1661년), 후견역으로 숙부 모리키요에게 토미에령 3천석을 분할하였다. 이 땅은 포경이 성행해 번 재정의 기반이 되고 있었다. 그러나 토미에령 성립 직후부터 후쿠에 아리카와무라 (현재 미나미마츠우라군 신카미코토정)과 토미에령 우오메무라 (신카미코토정)의 어민들 사이에 어업권 문제로 유혈사태까지 벌어졌다. 막부의 중재로 겐로쿠 2년 (1689년), 입회제도가 성립하면서 문제는 해소되었다. 그후, 포경에 의한 이윤으로 번 재정은 윤택해지게 되었다. 
포경으로 윤택해 있던 번 재정도, 에도시대 후반으로 가면서 거듭되는 기근으로 재정이 궁핍해져갔다. 이 때문에 6대 번주 모리요시는 영내 노동인구를 파악하고 확보하기 위해 쿄호 6년 (1721년)부터 "인명 번경"이라 불리는 철저한 인신파악 정책을 개시하고, 각 세대의 가족 수, 연령, 세대주와의 속병, 출신, 신분을 상세하게 인명장에 기재했다.
7대 번주 모리미치는 호우레키 11년 (1761년), "3년 봉공제"로 불리는 번정 사상 최대의 악제를 개시했다. 이것은 영지민의 장녀를 제외한 딸이 16세가 되면 후쿠에의 무가에 3년간 무급으로 봉공으로 내보낸다는 이른바 노예제도에 가까운 것이었다. 3년의 봉공 후, 친정에 돌아가 결혼하는데, 이혼하면 다시 3년간 봉공으로 나와야했다. 쌀 5석 또는 은 3백돈을 번에 내면 면제되는 편법도 있었지만, 어지간히 부유한 영지민이 아니면 낼 수 없어서 대부분의 영지민이 봉공으로 나왔다. "인명 변경"과 함께 이 제도는 에도 막부 말기까지 계속 되었다.
카에이 2년 (1849년), 막부에서 축성허가를 토미에번주 고토 모리누키가 수령하여, 10대 번주 고토 모리나리가 착공하였다. 분큐 3년 (1863년), 11대 고토번주 모리노리에 의해 일본에서 가장 새로운 성으로 이시다성이 준공되었다.
메이지 4년 (1871년), 폐번치현에 의해 후쿠에현이 된다. 후에 후쿠에현은 나가사키현에 편입되었다. 메이지 2년 (1869년)에 구 번주 고토가는 화족에 올랐으며, 메이지 17년 (1884년)에 자작이 되었다. 모리노리의 뒤를 이은 모리누시(盛主)는 아들이 없었지만, 구 시바타번주 가문의 미조쿠치 나오히로의 16남 모리미츠를 양자로 맞이함으로써 무사히 집안을 존속시켰다. 그러나 모리미츠의 후계자였던 모리테루는 쇼와 20년 (1945년) 8월 9일에 나가사키시에서 원자폭탄에 피폭된 것이 원인으로 9월 2일에 사망하였다. 모리테루와 부인 사이에는 자식이 없었기 때문에 당주가 존재하지 않았으나, 1986년에 처조카(아내의 여동생의 아들)인 노리아키가 양자로 들어와 당주의 자리를 계승하였다.

## 역대 번주

### 고토가 (五島家)
도자마 다이묘 고쿠다카 : 1만 5천여석 → 1만 2천여석 → 1만 5천여석
1. 하루마사 (玄雅)
2. 모리토시 (盛利)
3. 모리츠구 (盛次)
4. 모리카츠 (盛勝) 분봉하여 1만 2천석
5. 모리노부 (盛暢)
6. 모리요시 (盛佳)
7. 모리미치 (盛道)
8. 모리유키 (盛運)
9. 모리시게 (盛繁)
10. 모리아키라 (盛成)
11. 모리노리 (盛徳) 합병하여 1만 5천여석

## 토미에령 (토미에번)
고토씨 23대 당주 (후쿠에번 3대 번주) 고토 모리츠구의 동생 고토 모리키요 (토미에 고토가 초대 당주)가 칸분 원년 (1661년), 종가 후쿠에번에서 분봉되어 토미에번이 성립, 정청으로서 토미에진야가 세워졌다. 고쿠다카는 3천석으로, 고가, 코우타이요리아이 (다이묘격)으로 취급되었다.
6대 당주 고토 유키타츠 (서봉공(瑞鳳公)는 쇼군 도쿠가와 이에나리의 소바슈, 오반토역(大番頭役), 교토 니죠성 재번, 오사카성번, 오사카성번, 여러 쿠니의 순견사를 역임했다. 7대 당주 고토 모리누키 (쇼군 도쿠가와 이에모치의 소바슈)의 시기에는 실고 1만 6백여석이 되었다. 
게이오 4년 (1868년), 후쿠에 본번 번주 고토 모리노리가 정부에 건의함에 따라, 8대 당주 고토 모리아키 대에 영지를 몰수하고 후쿠에번에 병합되었으며, 대신 쿠라마이 3천석을 전달하게 되었는데, 이는 후쿠에번이 해상방어 등에 의한 지출이 증가함에 따라 수입증가를 목표로 한 것이었다. 토미에 영지민은 반발하여, 무장봉기를 일으키며 격렬하게 저항했다 (토미에 소동). 메이지 2년에 신정부에 의해 사건이 끝이 맺어지며, 구 영내의 1천석만이 인정되었다. 단, 이 1천석의 인가는 실체가 없는 것으로, 같은 해에 마찬가지로 신정부에 의해 대체지로서 홋카이도 슷츠쵸의 토지를 부여받았지만, 이주 등의 행동은 하지 않았다.

### 역대 토미에령 영주

#### 고토가 (五島家)
오모테고가 (表高家) 코우타이요리아이 (交代寄合) 3천석
1. 모리키요 (盛清)
2. 모리아키라 (盛朗) - 정실은 츠츠이 마사카츠(筒井正勝)의 딸. 겐로쿠 원년 (1688년)에 번교 세이쇼칸 개설
3. 모리히사 (盛尚)
4. 모리미네 (盛峯) - 정실은 오가사와라 사다미의 딸.
5. 모리야스 (盛恭) - 고토 모리미치의 4남. 정실은 오쿠다 타카호(奥田高甫)의 딸
6. 유키타츠 (運龍) - 정실은 쿄고쿠 타카후미의 딸, 계실은 하야시 타다후사의 딸
7. 모리누키 (盛貫) - 데릴사위. 도쿠가와 이에모치의 사무라이역. 후쿠에본번의 후쿠에성 축조허가를 받는다. 이국선 방재역.
8. 모리아키 (盛明) - 친아버지 미조구치 야스마사 (溝口養正)
9. 모토타미 (基民) - 친아버지 고죠 타메사다 (五条為定)
10. 사토치요 (聰千代) - 초대 토미에쵸장

## 에도 막부 말기의 영지
- 히젠국
  - 마츠우라군 중 14개 마을

이 외, 메이지 유신 후에 토미에령의 8대 당주 고토 모리아키가 시리베시국 이소야군의 남부를 영지로 하고 있었다.

## 같이 보기
- 폐번치현